# Bellville (Geòrgia)
Bellville és una població dels Estats Units a l'estat de Geòrgia. Segons el cens del 2000 tenia 130 habitants.

## Demografia
Segons el cens del 2000, Bellville tenia 130 habitants, 54 habitatges, i 42 famílies. La densitat de població era de 51,2 habitants per km².
Dels 54 habitatges en un 20,4% hi vivien nens de menys de 18 anys, en un 63% hi vivien parelles casades, en un 9,3% dones solteres, i en un 22,2% no eren unitats familiars. En el 22,2% dels habitatges hi vivien persones soles el 13% de les quals corresponia a persones de 65 anys o més que vivien soles. El nombre mitjà de persones vivint en cada habitatge era de 2,41 i el nombre mitjà de persones que vivien en cada família era de 2,79.
Per edats la població es repartia de la següent manera: un 20,8% tenia menys de 18 anys, un 5,4% entre 18 i 24, un 20,8% entre 25 i 44, un 30,8% de 45 a 60 i un 22,3% 65 anys o més.
L'edat mediana era de 47 anys. Per cada 100 dones de 18 o més anys hi havia 110,2 homes.
La renda mediana per habitatge era de 57.708 $ i la renda mediana per família de 60.000 $. Els homes tenien una renda mediana de 32.083 $ mentre que les dones 28.750 $. La renda per capita de la població era de 19.414 $. Cap de les famílies i el 5,4% de la població estaven per davall del llindar de pobresa.

## Poblacions més properes
El següent diagrama mostra les poblacions més properes.